# Marktsocialisme
Marktsocialisme is een vorm van socialisme waarbij de allocatie van producten via een (gedeeltelijk) vrije markt plaatsvindt, terwijl de eigendom van productiemiddelen gesocialiseerd is (in handen van de gemeenschap/staat geplaatst). Marktsocialisten nemen afstand van de traditionele socialistische planeconomie.
Het economisch systeem van het voormalige Joegoslavië was een vorm van marktsocialisme. Een nieuwere variant is ontwikkeld door de Amerikaanse econoom David Schweickart, maar deze is tot op heden in geen enkel land ingevoerd. Een kernbegrip in het systeem van Schweickart is economische democratie: economische beslissingen worden democratisch genomen door de werknemers, op bedrijfsniveau.
Het marktsocialisme stelt dat een vrije markt in het belang is van een ieder, en van arbeid in het bijzonder. Het staat hiermee lijnrecht tegenover het idee van de planeconomie die met het marxisme wordt geassocieerd. In de regel wijzen marxisten vrije handel af, terwijl kapitalisten vrije handel als nuttig ervaren. De vrijemarktsocialisten onderscheiden zich van het kapitalisme in het streven naar een (meer) evenredige verdeling van de welvaart, vooral in het voordeel van de arbeiders. De (vrije)marktsocialisten bezetten een middenveld tussen kapitalisme en planeconomisch socialisme, waarbij van het eerste de vrije handel als distributieysteem, en van het laatste de sociale intentie waargemaakt zouden moeten worden. In de regel wijzen marktsocialisten een dictatoriale verhouding tussen arbeid en bestuur in bedrijven af, waarmee het zich afzet tegen het kapitalisme. Het marktsocialisme onderscheidt zich evenals het socialisme in het algemeen van het anarchisme in dat wetgeving en vastliggende organisatiestructuren niet geschuwd worden, maar juist als oplossing worden gezien. Een maatschappij op anarchistische vrije markt ontstaat dus per moment opnieuw, terwijl een socialistische vrije markt vast kan liggen in allerlei documenten en afgedwongen regelingen. Hierin komt het marktsocialisme ook overeen met het historisch bestaande kapitalisme.
Het zogenaamde zelfbestuur waarbij arbeiders zelf democratisch leiding geven aan hun bedrijf is een bekende theoretische variant. Marxisten wijzen deze variant af met het idee "dat de arbeiders zichzelf gaan uitbuiten" omdat de vrije markt altijd naar laagste prijs zou dwingen vanwege de concurrentie. Vrijemarktsocialisten wijzen soms de planeconomie af omdat het te bureaucratisch zou worden. Een marktsocialistisch perspectief op handel kan zijn: als de ene arbeider iets produceert en de andere produceert iets anders, dan vormt een vrije ruil naar eigen inzicht tussen beiden geen bedreiging maar veel eer een bescherming voor hen beiden.
Het marktsocialisme heeft niet als doel het eigendom van de productiemiddelen (bedrijven, machines, grond, kapitaal) in handen van de staat te stellen, hetgeen immers strijdig is met bijvoorbeeld de zelfbestuurvariant. Een markt houdt ook privébezit in dat vrij verhandeld kan worden, terwijl staatsbezit zeer sterk richting centraal geleide economie gaat.

## Nederland
In de Nederlandse historie is er wellicht een poging gedaan door Joop den Uyl (minister-president van Nederland voor de PvdA 1972) om een marktsocialistische staat op te bouwen, waarbij een vrije markt zich zou combineren met een hoog niveau aan democratische macht, zowel via de Staat als zelfbestuur van arbeiders, en vergaande banden aan het vrije investeringswezen. De plannen van Den Uyl, welke samen met andere linkse partijen werden gemaakt, zijn niet uitgevoerd.
Met name in de Verenigde Staten wordt vaak tegen Europese kapitalistische samenlevingen aangekeken als zouden ze socialistisch zijn. Die mening wordt over het algemeen niet gedeeld door de Europese bevolkingen. Er is echter wel sprake in Europa van een afgezwakt kapitalisme met diverse nivellerende regelingen. Het pure kapitalisme wordt ook wel (historisch) aangeduid met de term laissez faire-kapitalisme.

## Naamgeving
Het marktsocialisme lijkt een historische reactie te zijn op de planeconomie van het Oostblok, waarbij het woord "markt" de associatie "planeconomie" uit het woord "socialisme" haalt. Marktsocialisme lijkt de benaming van een stroming van later dan de sociaaldemocraten te zijn, alhoewel er veel principe raakvlakken lijken te bestaan (vrije markt combineren met eerlijke welvaartsdeling). Als een beweging naast de sociaaldemocratie lijkt marktsocialisme zich meer te richten op radicalere oplossingen, terwijl de sociaaldemocratische beweging vooral het compromis zoekt tussen verschillende historisch bestaande bewegingen (vroeger vooral het kapitalisme en het planeconomische marxisme).